# Ben Jipcho
Benjamin Wabura Jipcho (ur. 1 marca 1943 w Chepchabai, zm. 24 lipca 2020 w Eldoret) – kenijski lekkoatleta, który specjalizował się w biegach średnich i długich.
Dwa razy startował w igrzyskach olimpijskich zdobywając w 1972 roku srebrny medal w biegu na 3000 m z przeszkodami. W 1973 dwukrotnie ustanawiał rekord świata w biegu przeszkodowym uzyskując wyniki: 8:19,8 oraz 8:13,91. Zwycięzca plebiscytu Track & Field Athlete of the Year w roku 1973.
Dziadek Esther Chemtai.

## Osiągnięcia
| Rok  | Impreza                    | Miejsce      | Konkurencja                   | Lokata      | Wynik   |
| ---- | -------------------------- | ------------ | ----------------------------- | ----------- | ------- |
| 1968 | Igrzyska olimpijskie       | Meksyk       | bieg na 1500 m                | 10. miejsce | 3:51,22 |
| 1970 | Igrzyska Wspólnoty Narodów | Edynburg     | bieg na 3000 m z przeszkodami | 2. miejsce  | 8:29,6  |
| 1972 | Igrzyska olimpijskie       | Monachium    | bieg na 5000 m                | eliminacje  | 13:56,8 |
| 1972 | Igrzyska olimpijskie       | Monachium    | bieg na 3000 m z przeszkodami | 2. miejsce  | 8:24,62 |
| 1973 | Igrzyska afrykańskie       | Lagos        | bieg na 3000 m z przeszkodami | 1. miejsce  | 8:20,67 |
| 1973 | Igrzyska afrykańskie       | Lagos        | bieg na 5000 m                | 1. miejsce  | 13:14,3 |
| 1974 | Igrzyska Wspólnoty Narodów | Christchurch | bieg na 1500 m                | 3. miejsce  | 3:33,16 |
| 1974 | Igrzyska Wspólnoty Narodów | Christchurch | bieg na 3000 m z przeszkodami | 1. miejsce  | 8:20,67 |
| 1974 | Igrzyska Wspólnoty Narodów | Christchurch | bieg na 5000 m                | 1. miejsce  | 13:14,3 |

## Rekordy życiowe
- bieg na 3000 metrów z przeszkodami – 8:13,91 (1973)
- bieg na 1500 metrów – 3:33,16 (1974)
- bieg na milę – 3:52,17 (1973)
- bieg na 3000 metrów – 7:44,4 (1973)
- bieg na 2 mile – 8:16,38 (1973)
- bieg na 5000 metrów – 13:14,3 (1974)